# Max Dasch (Verleger, 1903)

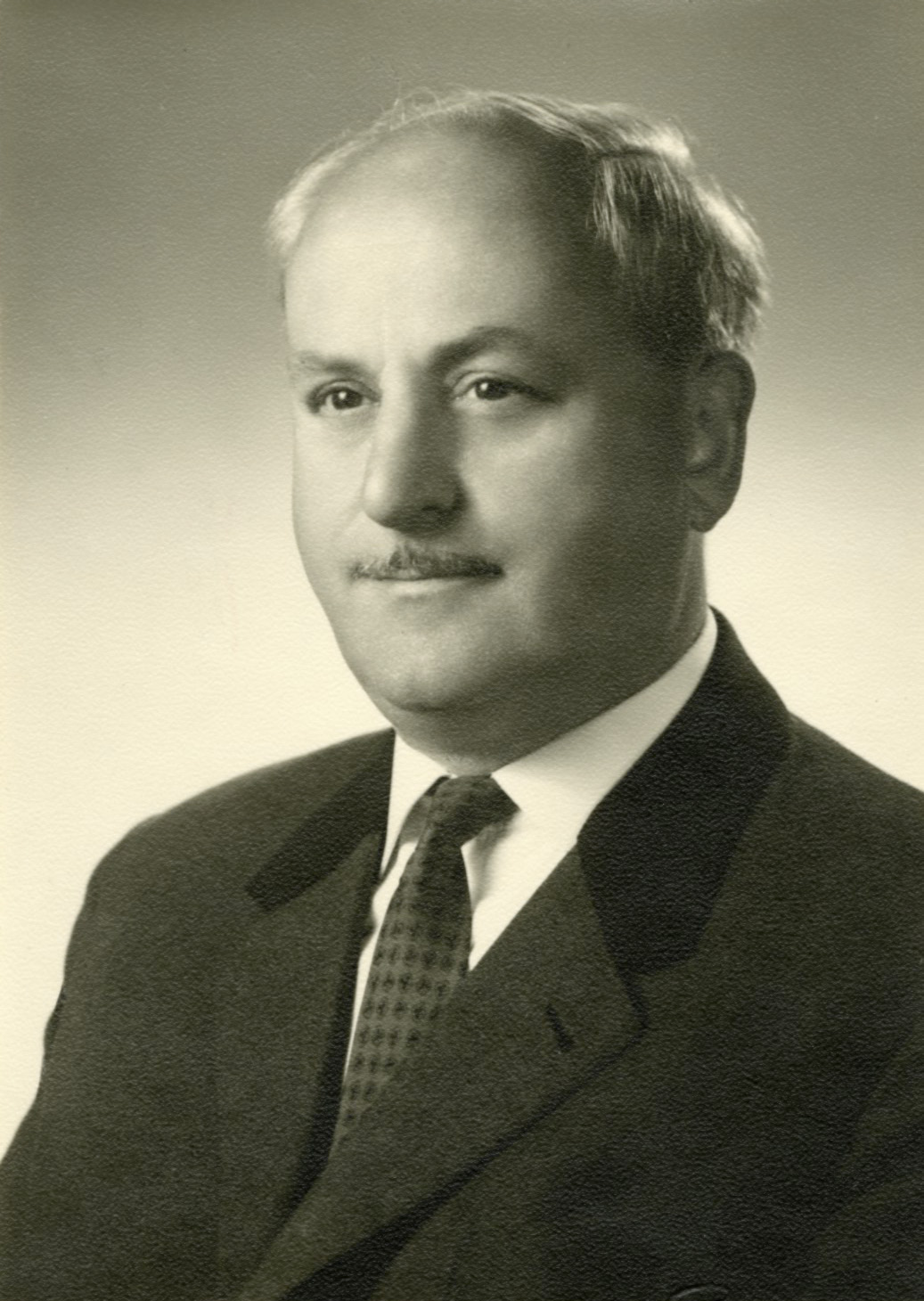
KR Max Dasch, Verleger

Max Dasch senior (* 13. September 1903 in Mondsee; † 22. September 1977 in Salzburg) war ein österreichischer Journalist und Mitherausgeber der „Salzburger Nachrichten“.

## Biografie
Der Sohn des Oberwerkmeisters Max Dasch und dessen Frau Katharina, geb. Baumann, besuchte in Salzburg die Schulen und trat 1917 als Lehrling in die Zaunrith’sche Buchdruckerei ein. Nachdem er in Wien mit Auszeichnung die Graphische Lehr- und Versuchsanstalt absolviert hatte, lehnte er ein Angebot, als Lehrer an dieser Anstalt zu bleiben, ab.

1937 übernahm er die Geschäftsführung des Salzburger Pressvereins und dessen Betriebe. 1938 heiratete er Katharina Schwaninger. Während der nationalsozialistischen Herrschaft wurde er strafversetzt und erwarb sich als Leiter polnischer Druckereien in Warschau den Ruf von Gerechtigkeit und Menschenliebe.
Am 23. Oktober 1945 erhielt er gemeinsam mit Gustav Canaval von der amerikanischen Militärregierung das Permit Nr. 1 zur Herausgabe einer Tageszeitung (Salzburger Nachrichten). Nach dem Tode von Canaval übernahm Dasch im Jahr 1959 die alleinige Geschäftsführung. Herausgeber waren er und die Witwe des Mitbegründers, Antonie Canaval. Nach dem Tod Frau Canavals im Jahr 1975 übernahm er am 1. März die gesamten Gesellschaftsanteile, und zwar zu 20 % auf seinen Namen und zu je 40 % für seine Kinder Max Dasch jun. (1946–2024) und Gertrude Kaindl-Hönig, die damit zu Kommanditisten der Gesellschaft wurden.
Höhepunkte seines Wirkens waren der Ausbau der „Salzburger Pressvereinsdruckerei“ zu einer modernen Großdruckerei und die Fertigstellung des neuen Verlagshauses der Salzburger Nachrichten in der Bergstraße, welches am 28. November 1975 vom damaligen Bundespräsidenten Rudolf Kirchschläger eröffnet wurde. Max Dasch war zudem in führenden Positionen im Verband der Zeitungsherausgeber, bei der Austria Presse Agentur und in der Wirtschaftskammer tätig. Für seine Leistungen im Zusammenhang mit dem Aufbau der Salzburger Nachrichten erhielt er unter anderem den Ring der Stadt Salzburg, das Goldene Verdienstkreuz der Stadt Salzburg und die Goldene Nadel der graphischen Unternehmen.
Dasch verstarb 1977 an einem Krebsleiden und wurde am Salzburger Kommunalfriedhof beigesetzt. Die Salzburger Nachrichten gingen in das Alleineigentum seiner beiden Kinder über. Die Geschäftsführung übernahm sein Sohn Max jun., späterer Präsident des Verbandes Österreichischer Zeitungsherausgeber (VÖZ).